# Diszpenzacionalizmus
A diszpenzacionalizmus egy vallási értelmezési, teológiai rendszer  vagy bibliai narratíva. Olyan millenarista bibliaértelmezési forma, amely több diszpenzációra osztja fel a történelmet.
A bibliai szövegeket a diszpenzacionalisták általában tévedhetetlennek tartják, értelmezésük a szóbeli inspiráció elvén alapszik.
A diszpenzacionalizmus azt tanítja, hogy Isten mindegyik diszpenzációban (felosztásban) más-más módon foglalkozott az emberiséggel.
A kereszténység egész története csak egy átmeneti időszakasz Isten és a népe kapcsolatában.

## Diszpenzációk
A történelem felosztása háromtól nyolcig változik. A tipikus hetes felosztás a következő:
- Az ártatlanság kora – Az első emberpár a próbaidő alatt, a bukás (bűneset) előtt. A korszak az Édenkertből való kiutasítással zárul.
- A lelkiismeret kora – A bűnbeeséstől az özönvízig. A korszak a világméretű özönvízzel ér véget.
- Az emberi kormányzat kora – A nagy özönvíztől Ábrahám elhívásáig.
- Az ígéret kora – Ábrahámtól Mózesig. Néhányan az Ábrahámmal kötött szövetség kifejezést használják erre az időszakra hivatkozva.
- A törvény kora – Mózestől Jézus Krisztus keresztre feszítéséig. Egyesek a mózesi törvény kora kifejezést használják erre az időszakra.
- A kegyelem kora – A kereszttől a hívők elragadtatásáig. Az elragadtatást Isten haragja követi (→ Jelenések próféciái). Néhányan az egyház kora kifejezést használják erre a korszakra.
- Millenniumi királyság – Krisztus 1000 éves uralma a földön.